# Huperzia gagnepainiana
Huperzia gagnepainiana là một loài thực vật có mạch trong Họ Thạch tùng. Loài này được (Herter) Tardieu mô tả khoa học đầu tiên năm 1970.